# Túmulo de la Peña de la Abuela

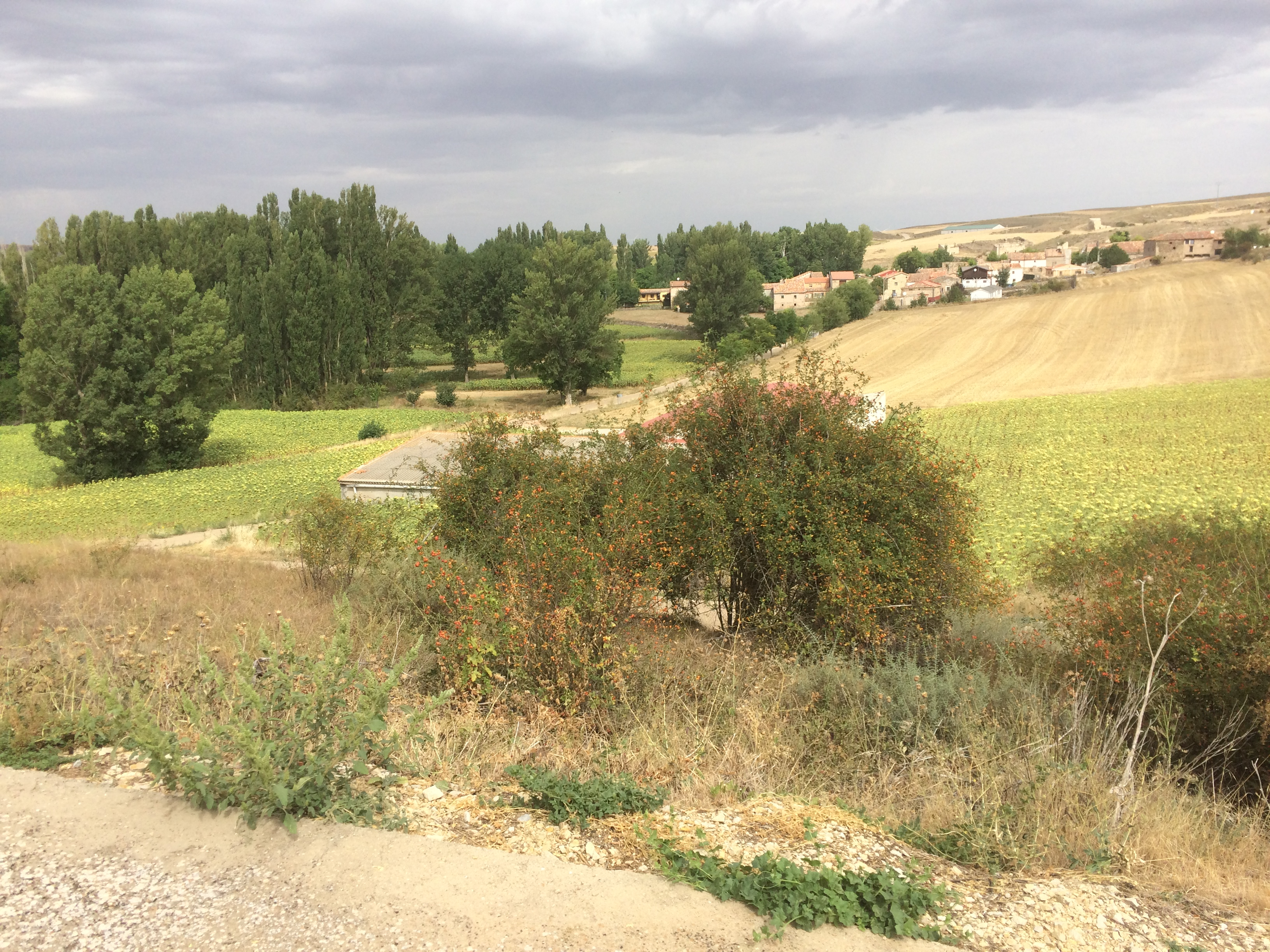

El Túmulo de la Peña de la Abuela, es un yacimiento neolítico ubicado en el municipio de Ambrona (Soria, España), con más de 4000 años de antigüedad. Fue descubierto por los por los arqueólogos Manuel A. Rojo y Elena Heras en el 1993 de manera casual. En el podemos encontrar restos de poblamiento y enterramientos neolíticos que ofrece información valiosa relacionada con el estilo de vida de las sociedades del momento en esa zona en concreto, así como características sobre sus prácticas funerarias.

## Localización
El yacimiento de La Peña de la Abuela se encuentra en la provincia de Soria, en la comunidad autónoma de Castilla y León, España. Ubicado dentro del valle del río Caracena ( Cuenca del Duero). Su emplazamiento se encuentra en una zona elevada, además, la cercanía con otros yacimientos como, La Tarayuela, Túmulo de la Sima,etc.  Sugiere que formaba parte de una red de asentamientos en la región a lo largo de diferentes periodos históricos.

## Geología y Fauna
Durante el Neolítico, entre 10.000 y 5000 años, existen varias diferencias en cuanto al entorno climático y geológico actual, pero sin embargo ciertos ámbitos y elementos actuales principales permanencia iguales al de la respectiva época. Ambrona, estaba situada en una región emparentada con las zonas húmedas debido a su cercanía con la cuenca del Duero. Gracias a la localización, los sedimentos eran de una importancia notable para la agricultura y ganadería temprana. Ciertamente, el ser humano dependía del agua para sobrevivir como en la mayoría de las civilizaciones y agrupaciones humanas tanto en la prehistoria como en la historia.  Este entorno acuoso provocará una amalgama de actividades que ayudarían al humano a progresar como la caza y pesca de animales como los ciervos, jabalíes u otros potenciales domesticables gracias a la expansión de bosques y zonas de gran diversidad influenciadas directamente por el río y sus afluentes.

## Paleoambiente
El yacimiento de Ambrona conserva amplias superficies sin excavar, quizás más de 2.000 ro2, por lo que sus posibilidades actuales de estudio son bastante más favorables. Desde un punto de vista lito estratigráfico se distinguen dos conjuntos de niveles, el Complejo Superior y el Complejo Inferior. los cuales contienen conjuntos faunísticos y arqueológicos distintos.
Del Complejo inferior procede la megafauna más característica. Estos restos se han observado en los niveles fluviales inferiores (A51 y AS2). con industria lítica achelense, en posición derivada. e in situ en las margas que los separan (AS 12) .
La industria del Complejo superior procede de dos niveles, margas con presencia de elementos detríticos en un caso (AS?) y depósito limo-arcilloso de escasa potencia (ASS) en el otro, que corresponde a una facies de llanura de inundación con fuerte alteración edáfica, En ambos casos se trata de industrias con un neto carácter Paleolítico medio si atendemos a la frecuencia de lascas procedentes de núcleos conformados mediante el método levallois y de utensilios sobre lasca normalizados. En estos niveles domina en la fauna el caballo, sobre todo piezas dentarias.

## Cultura Material

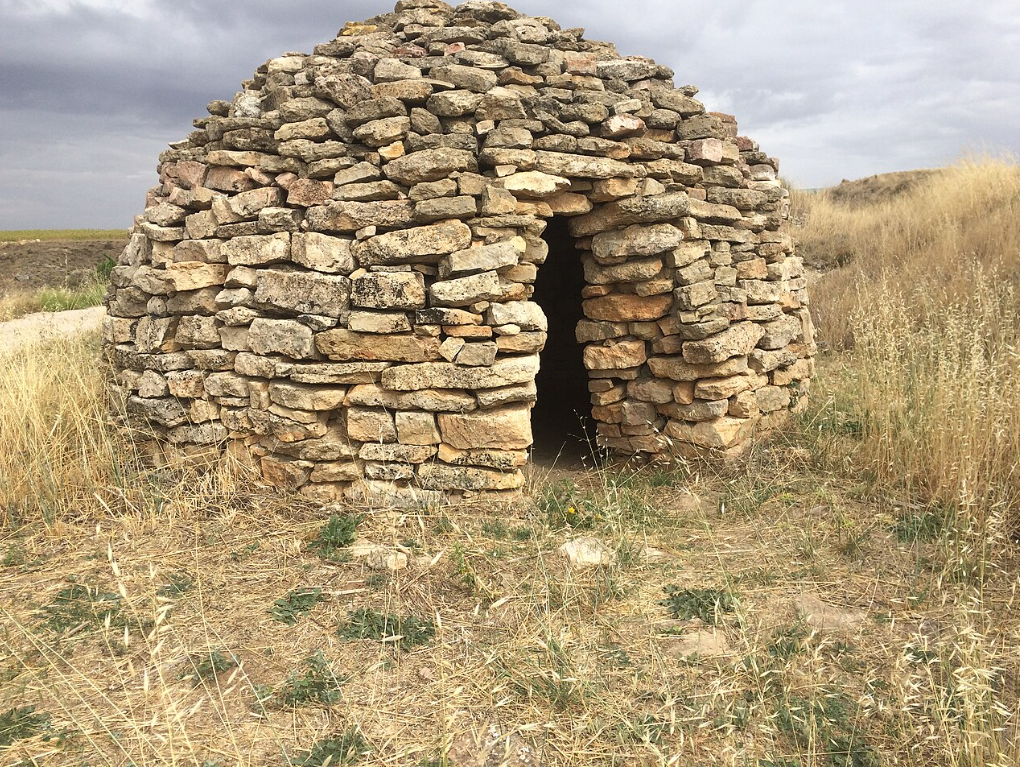
Tumulo de la Peña de la Abuela.

En el túmulo de la Peña de la Abuela se encuentran restos de actividad humana, se encuentran más que nada restos de bellotas, de restos de vid silvestre y frutas silvestre, cosa que muestra la subsistencia de las primeras culturas neolíticas y la manera de alimentarse. Eran recolectores y además se encuentra la presencia de machadores, que son pruebas irrefutables de la cultura material del principio del neolítico. Aproximadamente a medio metro de la superficie se encuentran restos de instrumentos de construcción y herramientas como cuchillos, sílex y cerámicas, sin hablar de las estructuras de enterramiento de este yacimiento, que muestran la organización humana y la manera de organizarse en torno al concepto funerario contextual.